# Stadhouderskade 67
Het herenhuis Stadhouderskade 67 is een huis aan de Stadhouderskade/Singelgracht in De Pijp te Amsterdam-Zuid.  
Het is opgetrokken naar een ontwerp van timmerman, aannemer, makelaar en architect P.J. de Visser, die wel meer panden in de handel had. Hij maakte in zijn ontwerp gebruik van de eclectische bouwstijl, die hier gangbaar was. Het gebouw heeft pilasters en een klein balkon op de eerste verdieping. De middelste raamgang is geheel voorzien van pleisterwerk, net als de omlijstingen van de andere ramen. De Visser ging in 1890 failliet, maar woonde voordien op dit adres. Hij had enige tijd een verbintenis met bouwmaterialenhandel Koenot uit de Ferdinand Bolstraat 25, maar deze ging rond die tijd ook failliet. Van Vissers hand is ook het monument Prinsengracht 600/Weteringstraat 1 in Amsterdam. 
In 2015 dient het gebouw tot kantoor annex woonhuis. 
Oost ·
160 ·
158 ·
157 ·
156 ·
155 ·
151-154 ·
149-150 ·
145-146 ·
142-144 ·
140-141 ·
137-139 ·
135-136 ·
130-134 ·
129 ·
128 ·
125-127 ·
123-124 ·
116-122 ·
115 ·
110-113 ·
100-101 ·
97 ·
95-96 ·
93-94 ·
92 ·
91 ·
89-90 ·
87-88 ·
86 ·
85 ·
84 ·
82-83 ·
78-79 ·
77 ·
Heineken Brouwerij ·
74 ·
72-73 ·
69-70 ·
68 ·
67 ·
65-66 ·
64 ·
62-63 ·
60-60a ·
58-59 ·
56-57 ·
Willemshuis ·
Van Nispenhuis ·
Kapel van Sint Josephs Gezellen-Vereeniging ·
54 ·
52-53 ·
47-49 ·
Carel Willinkplantsoen ·
Polderhuis ·
Ruysdaelkade 2-4 ·
Judith Leysterbrug ·
42 (Rijksmuseum) ·
40-41 ·
31-35 ·
30 ·
29 ·
Park Centraal Amsterdam ·
Stedemaagd (Vondelpark) ·
Byzantium ·
Koepelkerk ·
12 (Marriott) ·
Persilhuis ·
7 ·
5 ·
3 ·
1 ·
West